# Servitore del Popolo
Servitore del Popolo (in ucraino Слуга народу?, Sluha narodu) è un partito politico ucraino fondato da Volodymyr Zelens'kyj, insieme a Ivan Bakanov, nel 2017.

## Storia
Il partito nasce nel 2017 dopo il grande successo dell'omonima serie televisiva ucraina (Servitore del popolo), nella quale un professore di storia di un liceo, interpretato appunto da Zelens'kyj, già attore e comico molto noto in Ucraina, decide di diventare presidente, sfidando apertamente gli oligarchi del Paese. La registrazione ufficiale del partito avvenne nel marzo 2018 da parte di alcuni dipendenti di Kvartal 95, il canale dove la serie omonima era andata in onda.

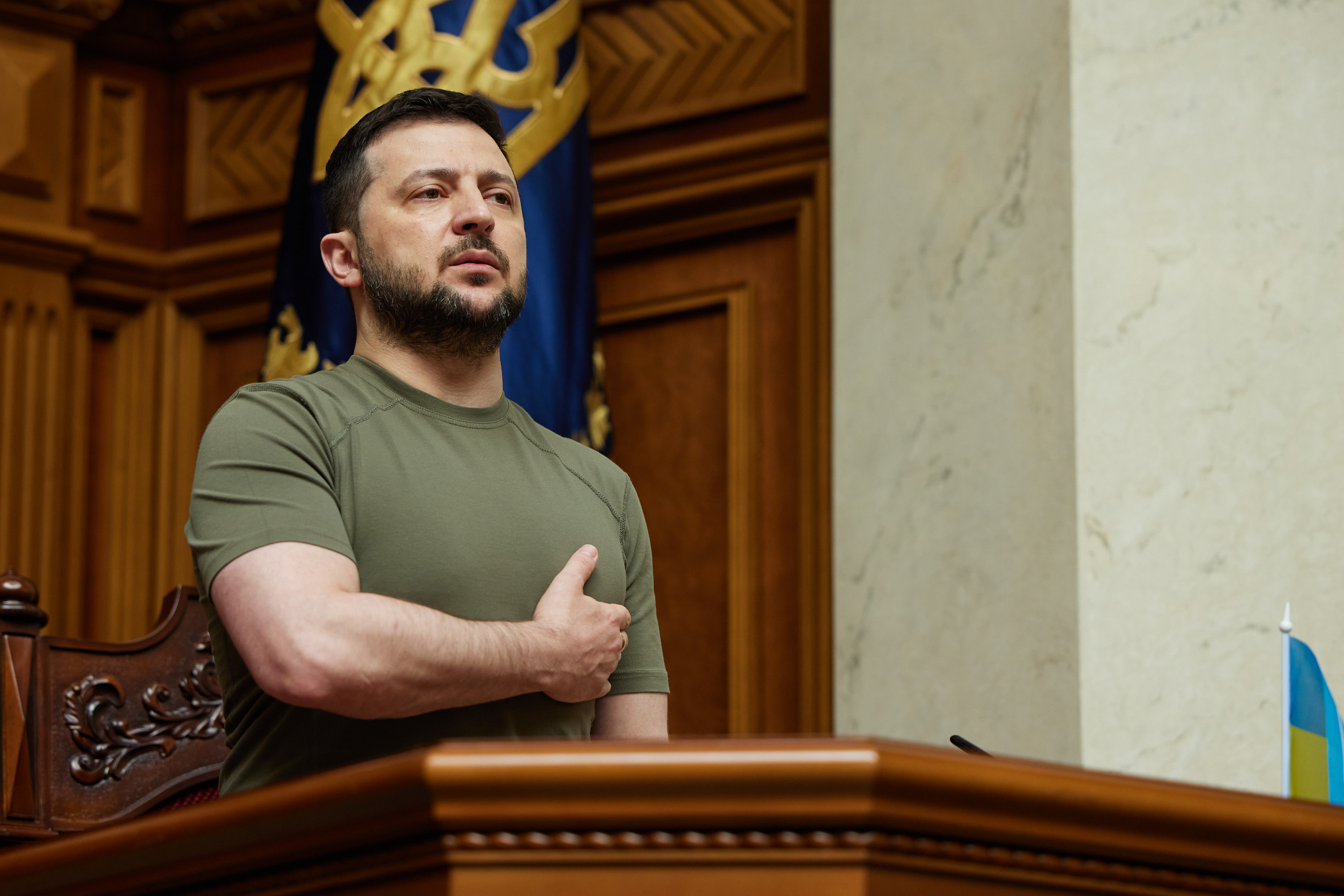
Volodymyr Zelens'kyj, fondatore del partito

Lo stesso Zelens'kyj si presenta alle elezioni presidenziali ucraine del 31 marzo 2019 e viene eletto con il 73% delle preferenze al secondo turno. Successivamente, il partito conquista la maggioranza dei seggi nelle elezioni parlamentari dello stesso anno.
Secondo vari sondaggi condotti nel 2021, Servitore del Popolo risulta il partito politico più popolare in Ucraina quell'anno. Nel 2022, il 72% degli ucraini ha dichiarato che avrebbe votato Servitore del Popolo alle prossime elezioni.

## Capi politici
| Leader                            | Durata del mandato                  |
| --------------------------------- | ----------------------------------- |
| Volodymyr Zelens'kyj Ivan Bakanov | dicembre 2017 - 30 maggio 2019      |
| Dmytro Razumkov                   | 30 maggio - 17 dicembre 2019        |
| Oleksandr Kornienko               | 17 dicembre 2019 - 15 novembre 2021 |
| Olena Šuljak                      | 16 novembre 2021 - in carica        |

## Ideologia
Il partito si autodefinisce come un movimento centrista e libertario e sostiene il programma politico di Volodymyr Zelens'kyj.
I principali punti del programma del partito sono:
- Adesione alla NATO;
- Adesione all'Unione europea;
- Democrazia diretta;
- Lotta alla corruzione;
- Lotta alla oligarchia;
- Decentralizzazione del potere;
- Riforme economiche;
- Rafforzamento lieve della lingua ucraina;
- Stato unitario con una forte presidenza;
- Referendum consultivi per leggi importanti;
- Ergastolo per corruzione;
- De-occupazione della Crimea, del Donbass e dei territori occupati dalla Russia.

## Risultati elettorali
| Elezione          | Voti      | %     | Seggi     |
| ----------------- | --------- | ----- | --------- |
| Parlamentari 2019 | 6.307.097 | 43,16 | 254 / 450 |

| Elezione           | Elezione | Candidato            | Voti       | %     | Esito       |
| ------------------ | -------- | -------------------- | ---------- | ----- | ----------- |
| Presidenziali 2019 | I turno  | Volodymyr Zelens'kyj | 5.714.034  | 30,24 | ✔️ Eletta/o |
| Presidenziali 2019 | II turno | Volodymyr Zelens'kyj | 13.541.528 | 73,22 | ✔️ Eletta/o |